# 関東鉄道下妻車庫

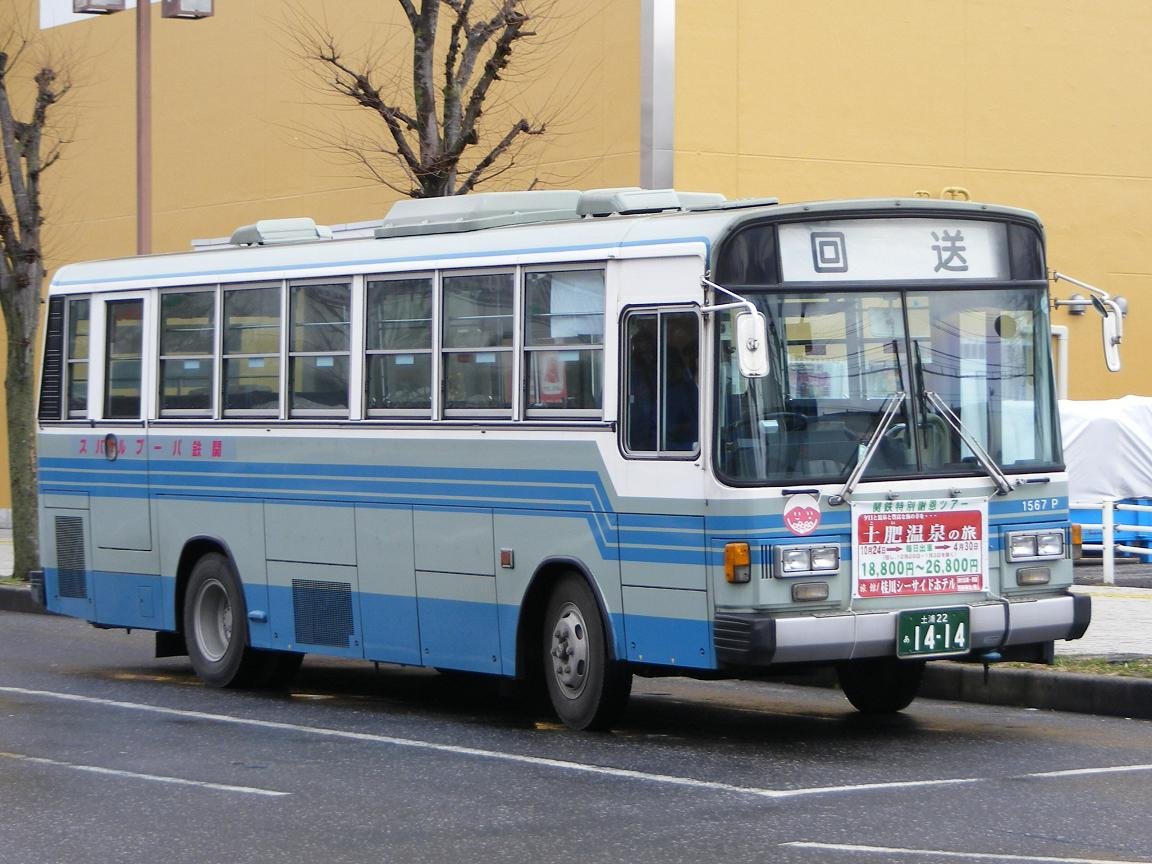
一般路線バス車両。関東鉄道の塗色と基本は同じで、側面社名表示と前面の「パープルちゃん」マークが相違点である。

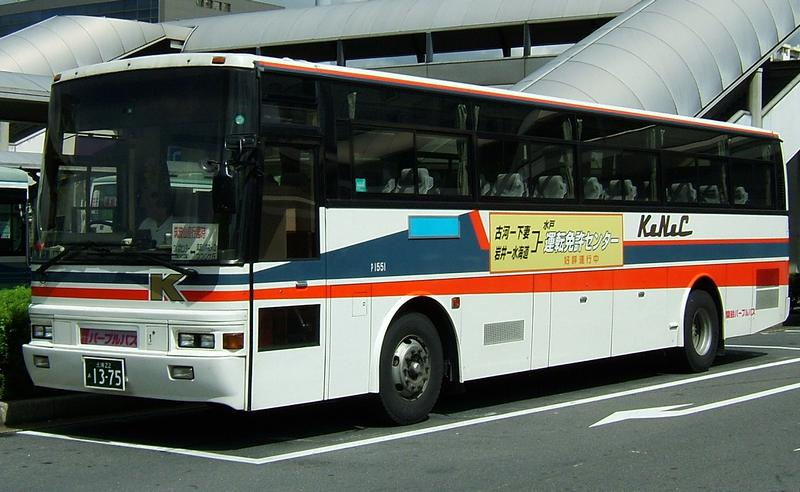
関鉄パープルバスの貸切・高速仕様車（筑波山直行シャトルバス）

関東鉄道下妻車庫（かんとうてつどうしもつましゃこ）は、茨城県下妻市乙に所在する関東鉄道のバス車庫。車庫略記はSM。
営業エリアは下妻市、常総市、つくば市、土浦市、筑西市、桜川市である。2024年時点では「筑波山シャトルバス」の一部便を分担するほかは、一般路線バスと自治体からの委託を運行を委託されているコミュニティバスが運行の主体で、郊外・農村部を経由する長距離のローカル線、準ローカル線が多い。拠点である下妻市では路線網と呼べるほどの路線は持たない。
ここでは、2001年から2024年まで存在した関鉄パープルバスについても記述する。

## 現行路線

### 一般路線バス

#### 下妻・土浦線
- 下妻駅 - 下妻上町 - 二高前 - イオンモール下妻入口 - 高道祖 - 寺具 - 作谷 - 明石 - 田中 - 北条 - 北条仲町 - 北条駅入口 - 大池東 - 小田 - 宝篋山入口 - 下大島 - 高岡 - 藤沢 - 東筑波新治工業団地入口 - 中並木 - 土浦工業高校前 - 土浦一高前 - 亀城公園前 - 川口町 - 土浦駅

下妻と土浦を国道125号経由で結ぶ路線で、北条三差路～土浦駅間では、つくば北営業所の筑波山口～北条～高岡～土浦線が並行している。沿線には複数の高校があり、主な利用者は通学で利用する高校生である。
所要時間は約1時間15分、運賃は1190円で、関東鉄道常総線を利用するよりも所要時間･運賃とも勝るため、当路線を全区間乗り通す客も多い。土休日はIC1日乗車券が利用できるため、800円で乗車できる。
またかつては下妻駅 - 土浦駅間に東武バスの路線も存在したほか、常陸大曽根経由で土浦 - 下妻上町 - 古河を結ぶジェイアールバス関東南筑波線が存在していた。
2017年9月15日までは、平日の最終便に限り下妻駅 - 大池東間の区間便が存在しており、大池東到着後は佐入口まで回送され、つくばセンター方面への運行となっていた｡　
一部便、つくば北営業所担当。

#### 下妻・つくばセンター線
- [71] 下妻駅 - 二高前 - イオンモール下妻入口 - 高道祖 - 田中 - 佐入口 - 大穂支所 - 教職員支援機構 - 筑波記念病院 - つくばセンター（朝夕一部便、学園並木へ運行）
- [71A] 教職員支援機構 - 筑波記念病院 - つくばセンター

分社後の2002年9月1日に開業した新しい路線。国道125号線・学園東大通り・学園西大通りを走行し、沿線には研究機関や病院が多い。ほとんどの区間で他路線と重複している。
下妻駅～つくばセンター間の所要時間は55分、運賃は790円で、関東鉄道常総線、首都圏新都市鉄道つくばエクスプレスを利用するよりも所要時間･運賃とも勝る。当路線は遠距離逓減制の運賃体系となっており、運賃の上昇が抑えられている。 
2023年9月16日より、日中の一部便はつくばセンター発の便は途中の教職員支援機構止まりとなった。

#### 石下・土浦線
- [19] 石下駅 - 石下紫峰高校前 - 上郷 - 上郷大宿 - 豊里中学校前 - 高野 - 酒丸 - 学園の森 - 筑波大学病院 - 筑波メディカルセンター前 - つくばセンター - 竹園二丁目 - 学園竹園 - 竹園高校前 - 土浦二高 - 亀城公園前 - 川口町 - 土浦駅

石下駅から豊田城や国道294号を横切り、県道24号を経由して土浦駅へと向かう路線である。新石下から上郷地内では主に旧道を走行する。当路線は学園都市が整備される前から存在し、系統や経路の修正を繰り返しながら現在の形となった。また、かつて存在した茨城観光自動車上郷線・石下線とは経路が異なる。現在の本数は少なく、ラッシュ時間帯中心の運行となっている。
石下駅～土浦駅間の所要時間は1時間10分、運賃は1120円で、関東鉄道常総線、常磐線を利用するよりも所要時間･運賃とも勝る。また土休日はIC1日乗車券が利用できるため、800円で乗車できる。 
2022年4月1日より学園の森経由にルート変更が行われた。

#### 石下・下妻線
- 石下駅→本石下→本宗道→峰→上町東→下妻駅

沿線の学校の冬休み期間平日のみ、県道357号線経由で運行される。同区間では石下線の出入庫として日常的に回送車が走行している。

#### 土浦・つくば線
- [11]：土浦駅 - 千束町 - 竹園高校前 - 学園竹園 - 竹園二丁目 - つくばセンター
- [11B]：土浦駅 - 川口町 - 亀城公園前 - 土浦二高 - 竹園高校前 - 学園竹園 - 竹園二丁目 - つくばセンター

石下線で土浦駅に出てきた車両が間合いで運用される｡
- 筑波山シャトルバス

土日祝日に運行される14往復のうち、4往復を担当している。

### コミュニティバス・広域連携バス

#### 下妻市コミュニティバス「シモンちゃんバス」
- ビアスパークしもつま - 砂沼サンビーチ - Waiwaiドームしもつま - 下妻駅 - イオンモール下妻 - 小貝川ふれあい公園
  - 2017年1月23日運行開始
  - 2017年10月1日Waiwaiドームしもつま乗り入れ開始

2017年1月23日から実証運行として運行開始。専用カラーの日野ポンチョ（P6031）を使用。ビアスパーク方面行きを「西行き」、ふれあい公園方面行きを「東行き」と称する。運賃は大人200円、小人（小学生）・障害者（介助者も含む）・高齢者（75歳以上）は100円、未就学児無料。回数券1,000円（100円券×12枚綴）。

#### 桜川市バス「ヤマザクラGO」

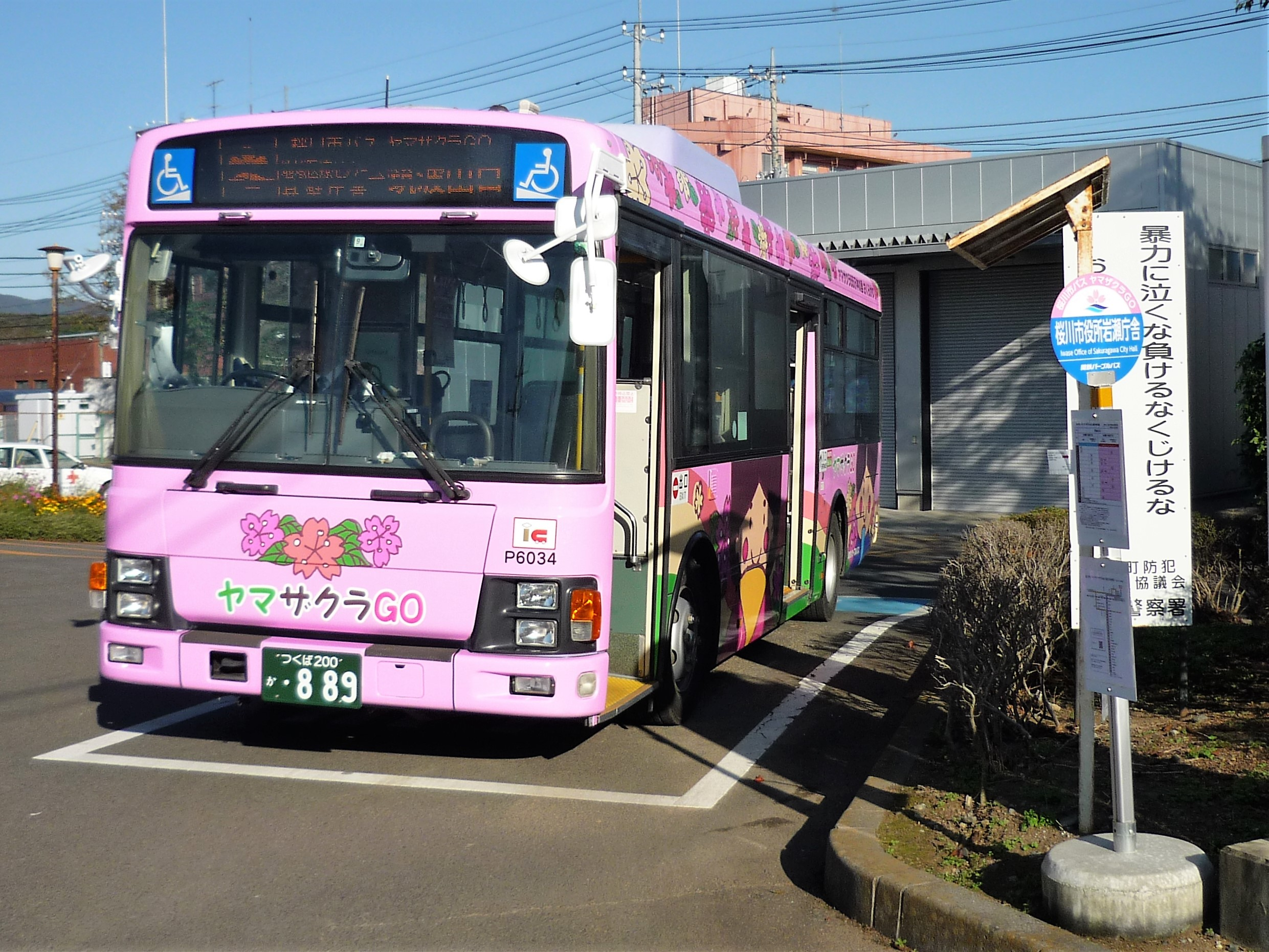
桜川市バス「ヤマザクラGO」

#### 筑西市バス
筑西市のコミュニティバス「筑西市バス」として、以下の4路線を運行受託している。

##### 筑西市広域連携バス

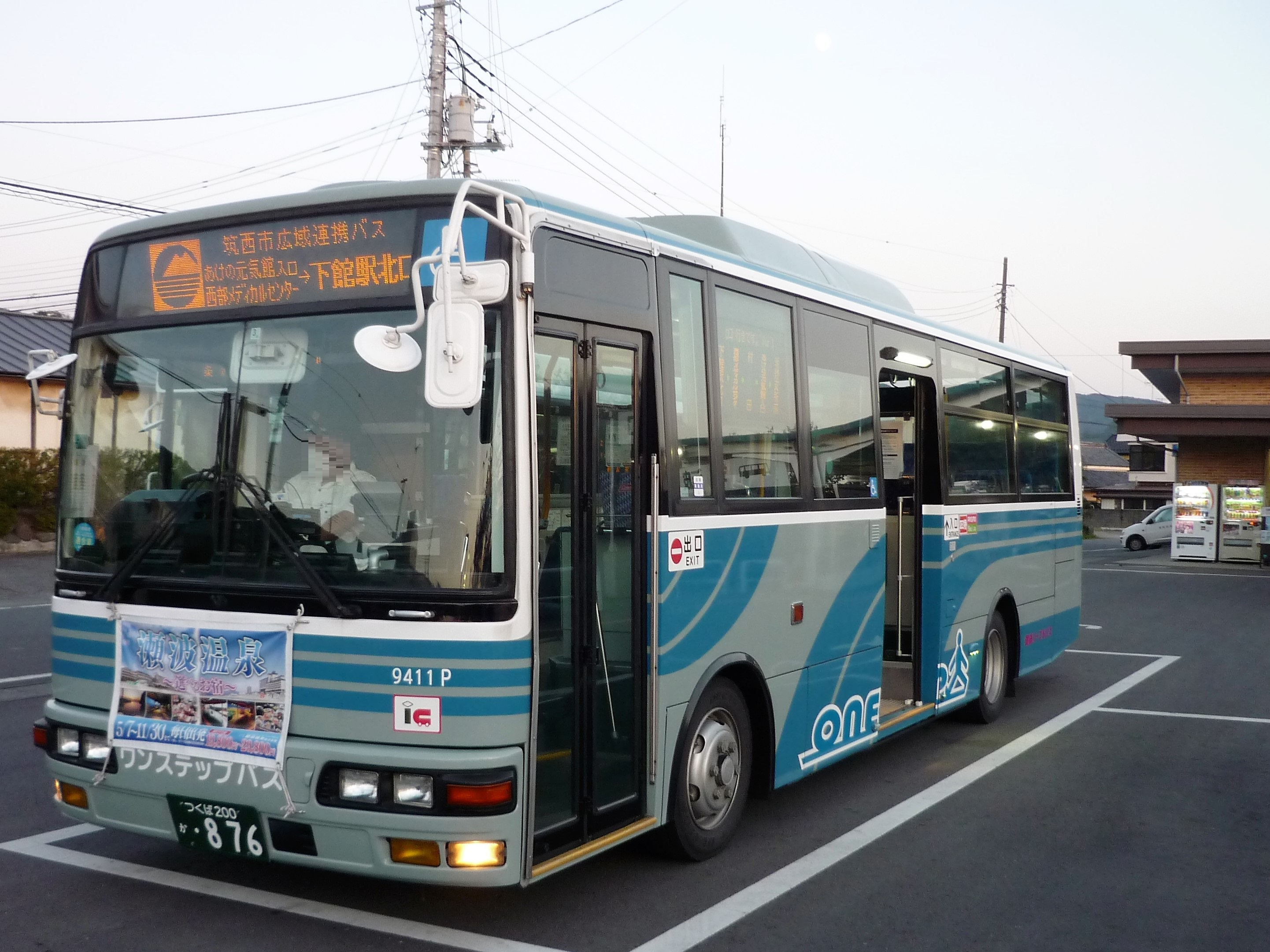
筑西市広域連携バス

- 下館駅北口 - 茨城県西部メディカルセンター[3]・廣澤美術館（土休日のみ経由） - 村田 - あけの元気館入口（日中便のみ経由） - 明野支所前 - 上大島 - 筑波山口
- 下館駅北口 - 村田 - 明野支所前 - 上大島 - 筑波山口

筑西市路線バス復活第1号となり、2016年10月1日から実証運行を開始し、翌2017年10月から本運行となった。原型は2008年3月まで同社で運行されていた筑波駅～明野町役場～大村～下館駅線である。沿線に設置された茨城県西部メディカルセンターに立ち寄る便も設定された。
運賃は均一200円で、SuicaやPASMO等の交通系ICカードも使用できる。筑波山口では「つくバス」北部シャトルと接続し、乗継割引も設定されている。県道14号線をメインに走行する。「茨城県西部メディカルセンター」･「明野五葉学園東（旧・明野中学校東）」･「あけの元気館入口」は日中の便のみ経由し、上下線ともに 明野五葉学園東→あけの元気館入口 の順に停車する。

##### 筑西市地域内運行バス
- 下館駅南口/北口 - 大田郷駅前（日中のみ） / 下館工業高校前（朝夕のみ） - 玉戸駅
  - 2017年10月1日運行開始

一部区間はかつて1995年まで東武バスが運行していた下館駅 - 結城駅 - 小山駅線のルートを走行する。平日日中便は下館駅北口発着、それ以外は下館駅南口発着となり、経由停留所も異なる。PASMOエリア（相互利用を除く）のバス路線としてはエリアの端に位置する路線の一つ。2022年4月1日より、日中時間帯は大田郷駅を経由するルートとし、同時に筑西遊湯館発着から玉戸駅発着に変更。

##### 筑西市道の駅循環バス
- 下館駅北口 - 下館二高前 - 小松崎病院前 - 道の駅グランテラス筑西 - アルテリオ前 - 下館駅北口
  - 2019年7月1日運行開始。運行開始から半月の間は道の駅未開業だったためは道の駅グランテラス筑西非経由だったが、同年7月16日の便から乗り入れ開始した。2022年4月1日より、専用車両として新たに日野・ポンチョ（P6037）を導入した。

#### 筑西・下妻広域連携バス
- 川島駅 - 鬼怒商業高校入口 - 筑西遊湯館 - 関城支所前 - 江 - ビアスパークしもつま - 下妻駅
  - 2020年（令和2年）10月1日より実証実験運行開始
  - 2024年（令和6年）4月1日から本格運行

JR水戸線の川島駅から、筑西遊湯館やビアスパークしもつまを経由し、常総線の下妻駅を結ぶ路線。県道15号線をメインに走行し、2007年に下妻駅 - 関本仲町 - 結城駅線が廃止になってからともに公共交通空白地帯であった下妻市北西部の上妻地区と筑西市南西部の関本地区を縦断する。車両は日野ポンチョ（P6036）を使用し、当該車両のナンバーも沿線である関城地区の名産品の梨をイメージとした希望ナンバーを付けている。朝の1往復のみ筑西遊湯館やビアスパークしもつまを経由せず「シモンちゃんバス」の車両が使用される｡
途中通過する「江」バス停は、ローマ字表記も「E」の1文字のみで、ローマ字表記を含めても日本一短いバス停である。

#### 下妻・つくば連携バス
- 下妻駅 - 豊加美市民センター入口 - やすらぎの里しもつま
  - 2024年（令和6年）10月1日より実証実験運行開始。実証実験期間は2025年3月末までであったが、9月まで延長（期間中は運賃無料）。[4]

実運行は京成タクシー茨城（2025年2月までは関鉄タクシー）。下妻市とつくば市の交通の連携を図るために計画され、やすらぎの里しもつまではつくバス吉沼シャトルおよび西部シャトルに接続する。

## 廃止路線
かつては下妻駅発着で各方面に向かう路線が展開されていた。

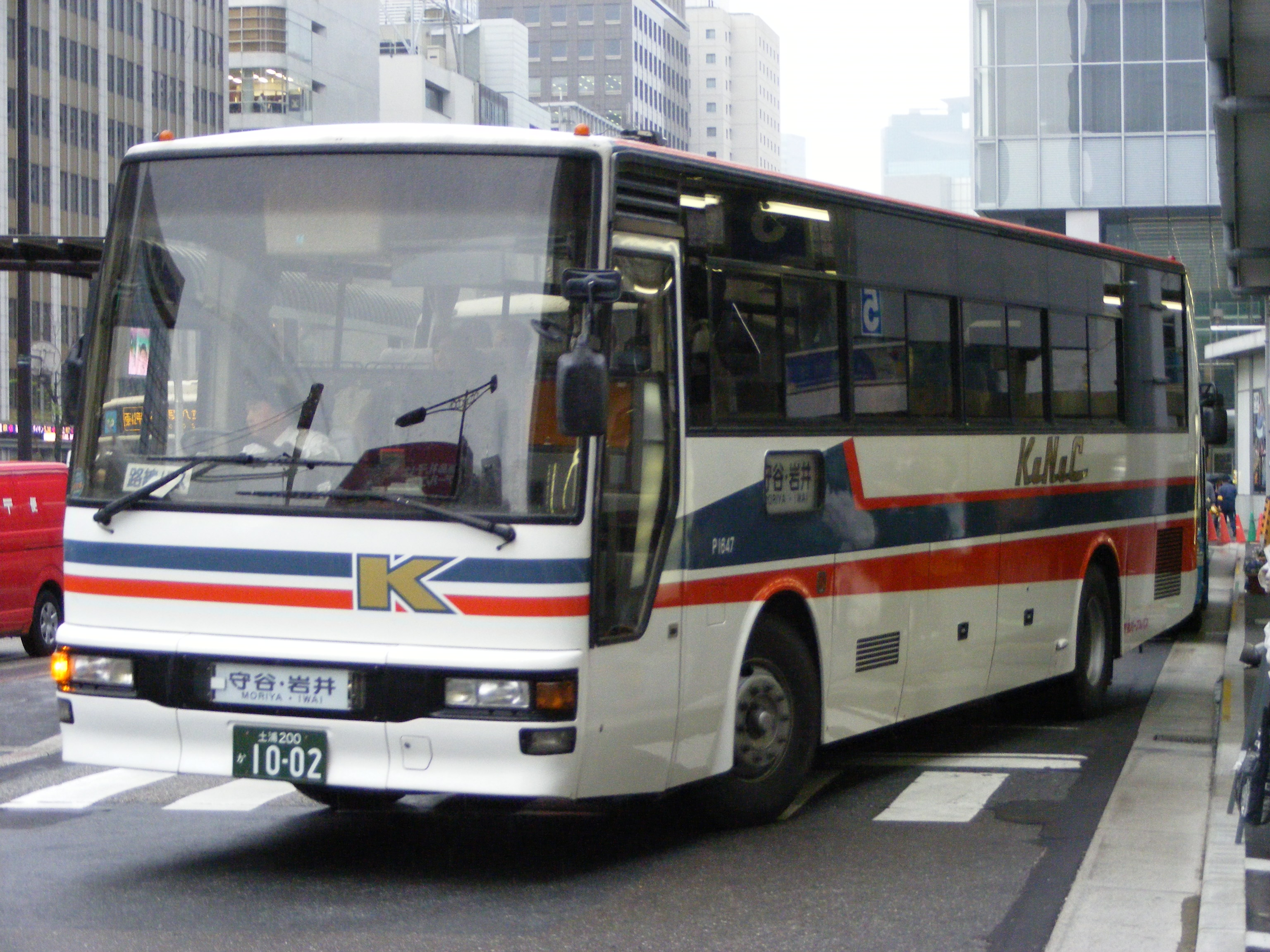
常総ルート

- 下妻駅 - 菅谷 - 諸川 - 古河ニュータウンけやき平⇔東京駅 - 潮見駅/東京ディズニーリゾート ※2006年（平成18年）4月1日廃止
パープルバス初の東京方面への乗り入れ路線で尚且つ関鉄グループの高速バスでは唯一の東北自動車道経由であった。
- 下妻駅 - 中上野 - 大村十字路 - 真壁駅 ※2007年（平成19年）10月1日廃止
- 下妻駅 - 関本仲町 - 鬼怒商高入口 - 結城駅 ※2007年（平成19年）10月1日廃止
- 下妻駅 - 菅ノ谷 - 鹿窪 - 結城駅 ※2007年（平成19年）10月1日廃止
日中便は菅ノ谷十字路発着の区間便も存在した。
- 下館駅南口 - 下館税務署 - 県西合同庁舎 ※2007年（平成19年）10月1日廃止
- 筑波山口 - 上大島 - 明野支所前 - 村田仲町 - 下館駅 ※2008年4月1日廃止。
- 真壁駅 - 谷貝 - 成田 - 下館駅 ※2008年4月1日廃止。
- 下館二高入口→下館駅 ※2008年4月1日廃止。
- [C9]：石下駅 - 上郷 - 高野 - 東光台研究団地 - 研究学園駅 - つくばセンター ※2011年4月1日廃止
つくバス上郷シャトルが当路線の実質的な代替路線となっている。
- 岩井 - 水海道駅 - 新守谷駅入口⇔東京駅 （常総ルート） ※関東鉄道と共同運行。2007年1月10日 - 2016年12月31日廃止[5]
- 下妻駅 - 高道祖 - 田中 - 北条 - 大池東 ※2017年9月15日廃止
- 佐入口 - 大穂支所 - 筑波記念病院 - つくばセンター ※2017年9月15日廃止
- 土浦駅 - 竹園高校前 ※2017年9月15日廃止
- [C9A]：石下駅 - 上郷 - 高野 - 春日一丁目 - 筑波大学病院 - つくばセンター ※2017年9月15日廃止
- 下妻駅 - つくばセンター（直行便） ※2017年に新設されたが､2019年頃に廃止された｡
- 急行わかば号：岩井バスターミナル - 水海道駅 - つくばセンター - 運転免許センター ※2020年2月1日廃止[6]
- 急行わかば号：古河駅東口 - 下妻駅 - 下館駅 - つくばセンター - 運転免許センター ※2020年2月1日廃止
- 石下駅 - 三坂 - 三妻 - 鬼怒中学校前 
  - 三妻小学校の登校日のみ、1往復が県道357号線経由で運行され、土休日や長期休暇期間は運休となる。関東鉄道直営時代は水海道駅まで運行されていた。2024年3月末をもって路線廃止。[7][8]

## 交通系ICカード
PASMOを導入しており、各線でPASMO並びに相互利用カード（Suica・Kitaca・TOICA・manaca・PiTaPa・ICOCA・nimoca・SUGOCA・はやかけん）が利用可能となっている。バス車内でチャージも取り扱う。
| 路線                   | 利用開始日    |
| ---------------------- | ------------- |
| 一般路線バス           | 2018年3月16日 |
| 急行わかば号           | 2018年3月16日 |
| 筑西市広域連携バス     | 2018年4月1日  |
| 筑西市地域内運行バス   | 2018年4月1日  |
| 桜川市バス             | 2018年4月1日  |
| 下妻市コミュニティバス | 2018年4月1日  |

一般路線バスについては、2022年からIC金額式定期券が始まった。（PASMO、Suica（モバイル含む）のみ利用可能である。）
また、それにともないバス特（バス利用特典サービスが廃止された）

## 車両
社番は、関東鉄道本体から移管された車両は関東鉄道時代の社番にP表記。パープルバス分社化以降に配置された車両はP001〜であったが、2018年度より6000番台に改番された（P002→P6002など）。ただし、関東鉄道からリースされた中古車両は関東鉄道本体と同じ9000番台が付けられている。
車両の登録ナンバーは「つくば」ナンバーである。2007年2月12日以前に登録された車両は「土浦」ナンバー。

### 路線車

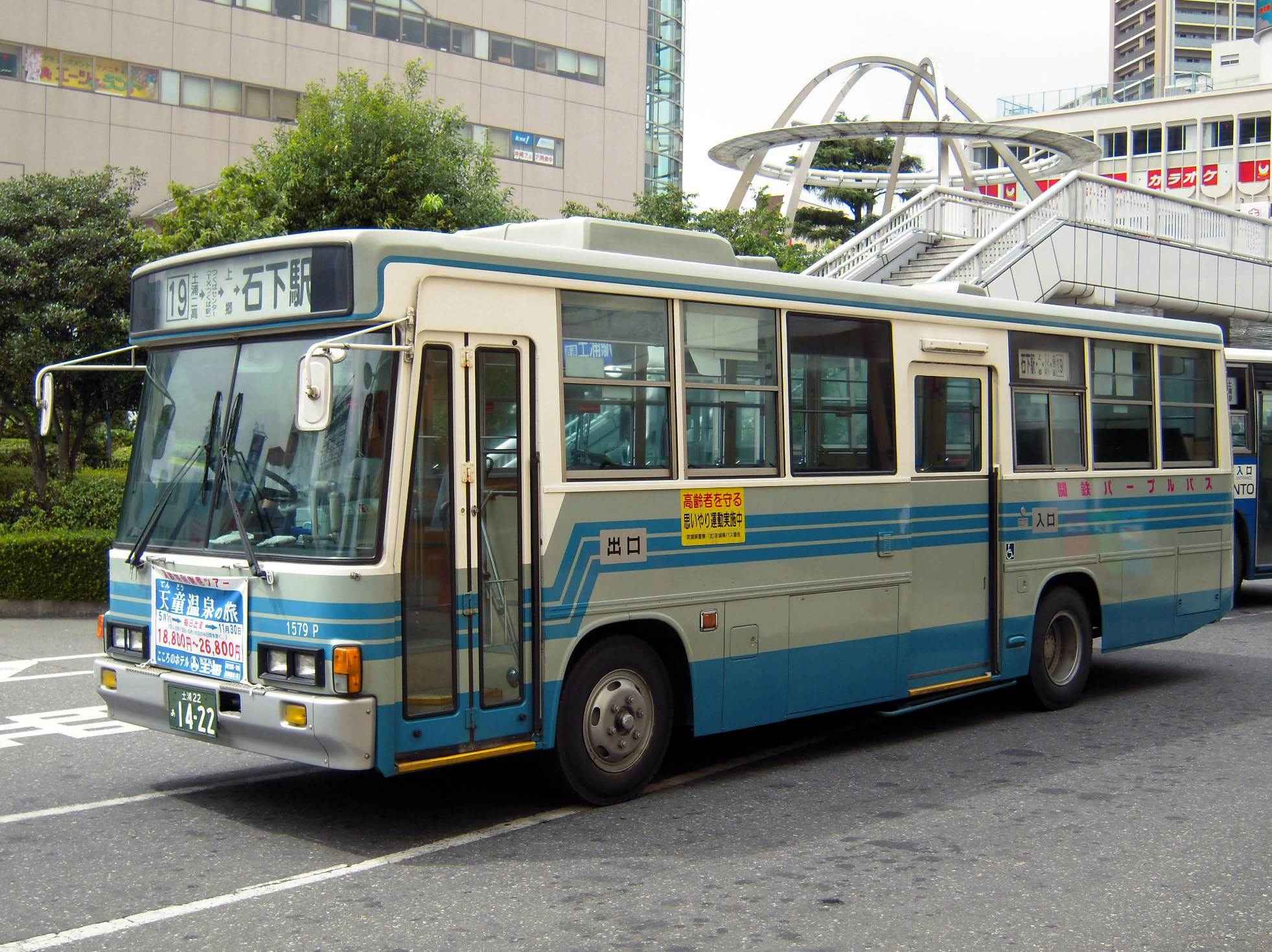
「パープルちゃん」マークのない一般路線車

関鉄パープルバス発足時点での路線車はいすゞ車が殆どであったが、1台だけ三菱MK（1474P）が在籍していた。発足後最初の移籍車は2002年（平成14年）秋に71系統（下妻センター線）新設に伴う車両所要増のため、京浜急行電鉄（現・京浜急行バス、羽田京急バスなど）からいすゞ・キュービック（P6001）が導入され、同年末にはいすゞ・エルガミオ（P6002）が新車導入された。
2003年（平成15年）にはちばシティバスからいすゞLV1台（P6003）が導入され、2004年（平成16年）には千葉内陸バスと京成バスから日野・レインボーRJ（P6004・P6005）がそれぞれ導入された。2006年（平成18年）にはパープルバスとしては初めて京成バスから中4枚折戸のいすゞ・キュービック（P6006）が導入されている。また、2014年には、尼崎市交通局より、関東鉄道グループでは初めてとなる西工ボディの日産ディーゼル・UAノンステップ（P6022）が導入された。2015年には東急バスより三菱ふそう・エアロスターノンステップ（P6026）が導入され、2016年には、京成バスより日野レインボーHR（P6030→9460P）といすゞエルガのノンステップ（P6029→9459P）が導入され、ノンステップバスで4メーカーの車両が在籍していることになった。これに伴い、ツーステップバスは大型路線車の配置が無くなり､2017年3月にはRJが除籍となった為､中型車は､いすゞのLRが3台残るのみとなっていたが、2018年（平成30年）に水戸から三菱･エアロミディワンステとつくば中央から日野･レインボーHRに置き換えられて全廃した。
2016年10月より運行を開始した桜川・下館方面の路線開業に合わせて三菱ふそう・エアロミディMKと三菱ふそう・エアロミディMEが導入され、小型車も配置されており、2017年1月23日より運行を開始した下妻市コミュニティバスのシモンちゃんバスとして、日野・ポンチョが導入された｡
2017年4月には、2002年に導入されたエルガミオ以来の自社発注による新車が導入され、新型エルガミオのP6032が在籍している。続く2018年には桜川市広域連携バス用の新車として、P6033が配置された。
2020年7月には富士重工業8E車体を架装したLRのP6019と､7E車体を架装したLVのP6023が除籍され､これにより､関鉄パープルバスに在籍する路線車は全てノンステップバスとなった｡
一般路線バス車両は関東鉄道の塗色と基本は同じである。側面の紫色の社名表記と前面に「パープルちゃん」マークが貼付されていることが相違点であったが、2014年10月時点でマークの貼付されている車は1台だけとなり、2020年現在はマークは貼付されていない。
2023年に、ヤマザクラGO専用車として投入されたP6040号車では、初めてアリソン製トルクコンバーター式AT、及び白色LED行先表示が採用された。但し、関東鉄道直営営業所で採用されているレシップ製ではなく、オージ製（側部は戸袋搭載）が採用されている。

### 高速車・貸切車
高速車は2007年の常総ルート参入に伴い配置された。ほとんどが関東鉄道の他営業所からの移籍車である。一般路線塗装の先代いすゞ・ガーラが主力で、関鉄グループでは少数派の日産ディーゼル・スペースアローも在籍する。また京成バスから、いすゞ・ガーラが移籍し、京成バス時代のKanacカラーのまま使用されている｡2017年現在は､常総ルートの廃止に伴い､高速車は車庫で待機していることが多く､休日は筑波山シャトルで運用されることも増えている｡
その他、スクールバスなどの契約輸送用の貸切車も在籍する。

## 関鉄パープルバス
関鉄パープルバス株式会社（かんてつパープルバス、英: Kantetsu Purple Bus Co., Ltd.）は、茨城県でバス事業を営んでいた関鉄グループ並びに、京成グループのバス会社である。
関東鉄道100%出資の連結子会社であり、京成電鉄からは連結孫会社にあたる。社名の「パープル」は、沿線地域から見える筑波山の雅称が「紫峰」であることに由来とする。

### 概要
関東鉄道の連結子会社で、同社自動車部つくば北営業所下妻車庫を分社化し、2001年6月1日から営業を開始した。設立時には土地･建物･車両など、ほとんどの資産を関東鉄道からそのまま引き継いだ。
2022年時点では「筑波山シャトルバス」の一部便を分担したほかは、一般路線バスと自治体からの委託を運行を委託されているコミュニティバスが運行の主体であった。営業エリアは筑西市、桜川市、下妻市、常総市、つくば市、土浦市である。筑波研究学園都市や土浦市で関東鉄道のバス路線と重複するほかは、郊外･農村部を経由する長距離のローカル線、準ローカル線が多い。石岡市を中心とする関鉄グリーンバスと異なり、拠点である下妻市では路線網と呼べるほどの路線は持たなかった。
高速路線は、一時期東京ディズニーリゾート (TDR) への路線を京成バス、関東鉄道と共同運行したが、利用率の低さから短期間で廃止された。2007年（平成19年）1月10日から、常総ルートにおいてジェイアールバス関東が撤退したことに伴い、一部便を担当していたが、2016年（平成28年）12月31日の路線廃止で運行終了した。

### 本社・営業所
設立時から下妻市下妻乙にある下妻本社営業所を使用する。関東鉄道常総線下妻駅前に位置し、事務所(券売所)･車庫･バス停留所を有する。

### 沿革
- 2001年（平成13年）6月1日：関東鉄道つくば北営業所下妻車庫を関東鉄道から分離する形で設立。
- 2002年（平成14年）9月1日：新規路線として[71]系統下妻・つくばセンター線開業。
- 2007年（平成19年）10月1日：この時のダイヤ改正で結城市方面、八千代町方面からバス路線撤退。
- 2008年（平成20年）4月1日：この時のダイヤ改正で下館駅発着路線が全廃。JR水戸線との路線接続が無くなる（後に復活）。
- 2016年（平成28年）10月1日：筑西市広域連携バス[13]、桜川市広域連携バス[14]運行開始。
- 2017年（平成29年）1月23日：下妻市コミュニティバス「シモンちゃんバス」運行開始[15]。
- 2018年（平成30年）
  - 3月16日 - 交通系ICカードSuica、PASMOを導入。相互利用できる全国交通系ICカード10種類に対応（筑西市広域連携バス･地域内運行バス･桜川市広域連携バス･下妻市シモンちゃんバスでは4月1日から導入）[16]
  - 4月28日 - バスIC1日乗車券を関鉄グループ4社共通で開始。発売額700円[17]。適用区間は一般路線バス全線で、筑波山シャトルバスやコミュニティバスは除外されている。
- 2020年（令和2年）10月1日: 筑西・下妻広域連携バス運行開始。
- 2024年（令和6年）7月16日: 関東鉄道に吸収合併[18]。